# 卓伯源
卓伯源（1965年3月27日—），中華民國政治人物、國立彰化師範大學教育學名譽博士，生於臺灣彰化縣田中鎮，中國國民黨籍，曾任陸軍義務役軍法官、彰化縣議員、彰化縣副縣長、靜宜大學兼任講師、立法委員、彰化縣縣長，現任臺灣大學國發所博士生、大葉大學通識榮譽講座教授。

## 個人背景

### 家庭
- 父親卓瀧助[1]曾任彰化縣議員。
- 堂哥卓勝利[2]為已故台灣資深藝人。

## 政治生涯
2014年卸任彰化縣長後，隨即參與2015年立委補選，但未當選。
2021年7月，宣布參選中國國民黨主席，同時與2021年中國國民黨主席選舉尋求連任的江啟臣與前主席朱立倫競爭，但未勝選。
2025年4月，再度宣布參選中國國民黨主席。

## 政蹟

### 推動彰化相關科技園區
彰化縣政府近年來推動中科彰化二林園區、彰化縣西南地區振興經濟及彰濱生技健康園區及Google「資料處理中心」

## 爭議事件

### 「學長」事件
在2005年的彰化縣長選舉中，卓伯源推出的「我的施政計畫」文宣中，找到所謂的台大法律系學妹「許蕙寶」、「谷湘玲」相挺，並以「伯源學長加油」、「心中最理想的政治家」等文宣推薦卓伯源。 但經過查證，發現這兩張照片竟然分別是偶像劇明星稻森泉和藤原紀香，是出自兩人為化妝品代言的定裝照。此事件在當年曾引起民進黨於11月28日出面指控卓伯源嚴重侵犯他人智慧財產權和肖像權，當時卓伯源陣營的發言人吳春城表示「為了吸引讀者來閱讀，很多畫面都是一種烘托陪襯，吸引讀者閱讀文字。」 此事曾引發網友以「學長」來稱呼調侃卓伯源，藤原紀香和稻森泉的經紀公司亦考慮跨海提出侵權告訴。

### 「地質法」復議
國道三號於2010年4月25日發生有史以來最嚴重的走山事件，與1997年8月台北縣汐止發生的林肯大郡坍塌悲劇，都是順向坡惹的禍。大台北地區被列管的順向坡住宅有340處，但是詳細地點，政府擔心房價受影響，以地質法沒過，無法源依據為由，拒絕公佈。 
《地質法》草案立法早從1996年就開始進行研擬，1999年九二一地震後，地調所與民主進步黨大力推動，2004年立法院三讀通過，但隨即遭國民黨立委卓伯源、吳敦義、蔡家福等六十多名立委提出復議，未能完成立法程序。卓伯源以地質法和其他法案，有競合關係為由，提案復議，致經濟部中央地質調查所研擬的《地質法》草案來回立法院和行政院間，十餘年無法通過。

### 詩人縣長
卓伯源縣長任內，喜愛彰顯個人形象，曾製作大量印有其玉照的日曆等宣傳品、有其簽名的馬克杯.廚餘桶.手提包.陶瓷，更花了3.5億元，訂做700萬個「單價50元」的環保袋，並且要求印製現任縣長卓伯源創作的「七言詩」，不僅發送給彰化縣民，也發到其他縣市。

## 家庭
卓伯源胞弟卓伯仲涉入彰化縣政府多項採購弊案，施壓縣府承辦人員以樣品不符等理由刁難得標業者，並變更採購數量逼得標業者不得不棄標，再重新招標由特定公司得標，並疑似利用縣府廠商匯款在台北購屋，被檢調依違反《貪污治罪條例》、《政府採購法》等罪偵辦，大動作搜索縣府等15處地點，總計將23人帶回偵訊，發現卓伯仲在台北購屋款項，卓伯源主政下縣府月曆承印廠商匯款，把卓伯仲、縣府行政處科長李耀全、 行政處前代理處長楊瑞美、及廠商等13人列被告。卓伯仲供稱介入縣府事務，是要幫縣長哥哥。地檢署向彰化地方法院聲請羈押，卓伯仲等3人被認為涉嫌重大、有串證、逃亡之虞獲裁定收押禁見，由法警戒護送上囚車移往看守所。

## 選舉紀錄
| 年度 | 選舉屆數               | 選舉區           | 所屬政黨   | 得票數  | 得票率 | 當選標記 | 備註 |
| ---- | ---------------------- | ---------------- | ---------- | ------- | ------ | -------- | ---- |
| 1994 | 第十三屆彰化縣議員選舉 | 彰化縣第六選舉區 | 中國國民黨 |         |        |          |      |
| 1998 | 第十四屆彰化縣議員選舉 | 彰化縣第六選舉區 | 中國國民黨 | 11,784  | 20.39% |          |      |
| 2001 | 第五屆立法委員選舉     | 彰化縣選舉區     | 中國國民黨 | 39,680  | 6.46%  |          |      |
| 2004 | 第六屆立法委員選舉     | 彰化縣選舉區     | 中國國民黨 | 40,309  | 6.27%  |          |      |
| 2005 | 第十五屆彰化縣縣長選舉 | 彰化縣           | 中國國民黨 | 370,790 | 55.46% |          |      |
| 2009 | 第十六屆彰化縣縣長選舉 | 彰化縣           | 中國國民黨 | 348,341 | 54.89% |          |      |
| 2015 | 第八屆立法委員補選     | 彰化縣第四選舉區 | 中國國民黨 | 34,707  | 35.84% |          |      |

## 外部連結
- 卓伯源的Facebook專頁
- YouTube上的卓伯源頻道

| 中華民國政府職務 | 中華民國政府職務                                         | 中華民國政府職務 |
| ---------------- | -------------------------------------------------------- | ---------------- |
| 彰化縣政府       |                                                          |                  |
| 前任： 翁金珠    | 彰化縣縣長 第十五、十六屆 2005年12月20日－2014年12月25日 | 繼任： 魏明谷    |